# Lahej
Lahej, Lahedj, Lahdj o Lahidj (àrab: لحج, Laḥj, pronunciat localment Laḥij) és una ciutat del Iemen, capital de la governació de Lahej, a uns 40 km al nord-est d'Aden, entre dos afluents del Wadi Tuban (el riu de Lahej), el Wadi al-Kabir i el Wadi al-Saghir. Situada en una zona fèrtil i ben regada per un complex sistema de canals i pous, amb producció de dàtils, cereals i llegums. Durant l'època comunista, amb ajut de la Unió Soviètica, es va introduir el cultiu del cotó. La seva població actual és d'uns 25.000 habitants. La ciutat és anomenada també al-Hawra.
Des de l'inici de l'època islàmica Lahej i Abyan formaven una regió al nord i nord-oest d'Aden. la línia de separació de Lahej i Abian era una línia recta cap al nord d'Aden i va conservar aquests límits fins al segle xix quan el sultà va ocupar el territori de la tribu dels Subayha (entre Lahej i Bab el-Màndeb) que des de llavors formaren part del sultanat de Lahej.
Lahej fou capital de la muhàfadha II de la República Popular del Iemen del Sud (des de 1970 República Popular i Democràtica del Iemen). Units el Iemen del Nord i el Iemen del Sud el 1991, va romandre capital d'una governació amb límits similars.

## Història
El nom de Lahej estaria en relació amb l'himiarita Lahdj ibn Wail ibn al-Ghawth ibn Katan ibn Arib ibn Zuhayr ibn Ayman ibn al-Hamaysa. Després de la islamització del Iemen, Lahej va ser part d'aquest territori i va compartir la seva sort. Però els governadors de Sanaa i de l'Hadramaut i degueren tenir una autoritat limitada. El 818/819 el califa al-Mamun va nomenar governador del Iemen a Muhammad ibn Abd Allah ibn Ziyad que va fundar la dinastia ziyàdida i va fundar a la Tihama la població de Zabid que fou la seva capital fins al 1011/1012. A la seva caiguda va passar a una nissaga d'abissinis. Lahej, Aden, Abyan, Hadramaut i Shihr va passar a mans dels Banu Maan (o banu Man o Mànides). El 1062/1063 Aden va caure en mans de l'ismaïlita Ali ibn Muhammad al-Sulayhi, però els mànides van conservar el poder com a vassalls fins al 1080/1801 quan va morir al-Sulayhi. Llavors el fill d'aquest, al-Mukarram Ahmad va reclamar la regió i va instal·lar a Aden i les regions veïnes als germans al-Abbas i al-Mansur, de la dinastia zuràyida, recompensant així els seus servis a la causa ismaïlita. Van restar al poder fins a l'arribada dels aiúbides el 1173. Lahej, Aden i la resta del Iemen va passar als aiúbides que hi van governar del 1173 al 1228. Llavors van governar els rassúlides (1228-1454) i els tahírides del Iemen (1454-1547). El sultà tahírida Amir ibn Abd al-Wahhab va demanar ajut als mamelucs egipcis contra els portuguesos, i el sultà Qànsawh al-Ghawrí (1501-1516) va enviar una flota manada per Husayn al-Mushrif, que va conquerir gran part del Iemen. Quan els otomans van conquerir Egipte (1517) la feina al Iemen ja estava en marxa. El 1538 el governador turc de Kulzum, Sulayman Pasha, amb una flota, va conquerir Aden que va ser turca fins al 1635 quan van haver d'abandonar el Iemen davant els imams zaidites.

## Sultanat de Lahej
Els abdalites són els habitants del Iemen que viuen al voltant de Lahej. És un nom col·lectiu però no estrictament una tribu, que fou agafat a partir del 1732 quan el xeic Fadl ben Alí ben Salah ben Sallam ben Alí al-Sallami al-Abdali es va apoderar de Lahej que pertanyia a l'imam Zaidites del Iemen. Va fundar la dinastia dels Abdali i el seu nom es va estendre als habitants de la zona que pertanyien a diverses trribus. Segons el rasúlida Al-Ashraf a la Turfan al-ashab, els abadil (abdali) eren un clan descendent de Khawlan ben Amr ben Alhaf ben Qudaa. Foren part de la confederació dels yafii i la família Al-Sallam tenia representació a Khanfar (en territori dels yafii) i a Mukha (Mokha); llavors el país de Lahej estava poblat majoritàriament pels asabih descendents d'Asbab ben Amr, que era un descendent al seu torn d'Himiar al-Asghar; la resta pertanyia a tribus del grup qahtànida com els adjalim, els djahafil, els yafii, elks akarib (akrabi), els hawashib (hawshabi) i els amiri, de les quals les tres darreres es van independitzar i els altres van formar els abadil (abdali). La capital fou Al-Hawta i la residència del soldà fou Lahej.
La dinastia abdali va regir el soldanat de Lahej des del 1732 al 1967, primer sota nominal sobirania otomana alternada amb períodes d'independència, i des del 1918 sota protectorat britànic. Els abdali van cedir als britànics el 1838 un territori on es va establir la colònia d'Aden. Fou el més important dels estats del Protectorat Occidental d'Aden i un dels principals dins la Federació d'Aràbia del Sud.
El 1728 va ser proclamat xeic dels asabih Fadl I ben Alí ben Fadl ben Salah ben Sallam ben Alí al Sallami al-Abdali, cap del clan o família dels abdali que va donar nom al poble format per diverses tribus, totes les quals li van donar suport quan va conquerir Lahej el 1732 i es va declarar independent de l'imam zaidites de Sanaa al Iemen. Va establir la capital al barri d'Al Hawta a la ciutat de Lahej i no va reconèixer a l'imam Mansur Husayn ibn Kasim (mort el 1740); es va aliar al xeic de la tribu dels Yafi i es va apoderar d'Aden. Des del 1732 va agafar el títol de sultà. El sultanat abraçava el país de l'Abyan i el Lahej propi.
Enfrontat després als antics aliats Yafi els va expulsar però en la guerra que va seguir contra aquests, va acabar mort el 1742. El va succeir el seu fill Abd al-Karim I ben Fadl al-Abdali 1742-1753 que va donar el govern d'Aden a un esclau probablement un eunuc. El 1753 el sultà fou assetjat durant cinc mesos a Aden pel xeic dels Hudjriya, Abd al-Rabb, que es va retirar a canvi de diners. A finals del segle xix el sultà Fadl II ben Abd al-Karim al-Abdali (1777-1792) va ocupar el país del Subayha, que ocupaven el territori a l'oest i que foren inclosos als dominis del soldanat. Ahmed I ben Abd al-Karin al-Abdali (1792-1827) va acollir a Aden a les tropes britàniques que van evacuar l'illa de Perim, dirigides pel coronel Murray, fins que van poder marxar a Bombai a l'Índia (1799); va fer un tractat de comerç amb Sir Home Popham (1802); i va rebre la visita de Salt (1809) i del capità angles S. B. Haines (1820); el 1804 va rebutjar una flotilla pirata wahhabita que volia atacar a un vaixell britànic ancorat a Aden.
A la seva mort el va succeir el seu nebot Muhsin ben Fadl al-Abdali (1827-1839), avariciós i poc hospitalari. El capità Haines va visitar altre cop Aden el 1835, i alguns dels seus oficials ven rendir visita al sultà a Lahej. El 1836 Aden fou saquejada pels Fadhli (o Fadli). El 1837 un vaixell indi amb peregrins cap a la Meca fou saquejat a les costes del sultanat i molts peregrins van perdre els seus béns; davant les seves queixes el govern britànic va decidir comprar la península d'Aden per fer-la servir d'escala segura, i es va enviar altre cop a Haines que va concertar un acord (març de 1838) amb el sultà (lloguer per 8700 dòlars l'any) que finalment Mushin no va ratificar (octubre de 1838). Llavors els britànics van bloquejar el port i el gener de 1839 hi van desembarcar. El sultà va fugir a Lahej i el febrer, junt amb altres xeics, va signar un tractat de pau que establia la cessió en arrendament del territori d'Aden, on es va establir una estació pels vaixells anglesos dependent del govern de l'Índia Britànica de Bombai. El juny de 1839 el sultà va intentar la reconquesta i llavors els britànics van suprimir l'arrendament.
El maig de 1840 i el juliol de 1841 el sultà ho va tornar a provar sense èxit. Els àrans van construir un fort i van tallar les comunicacions de la ciutat cap a l'interior. Finalment el sultà va acceptar un acord i el febrer de 1844 Mushin va visitar Aden i va rebre el pagament d'una anualitat. El novembre següent el sultà va morir a Lahej.
La colònia d'Aden va incrementar el seu territori amb compres de terreny als abdali i aqrabi entre 1868 i 1888, especial amb la compra de Shaikh Othman el 1881. El soldanat va més que doblar el seu territori a finals del segle xix quan va imposar el seu domini sobre la tribu dels Subayha que dominaven el territori a l'oest d'Aden fins a l'estret de Bab al-Màndeb.
Lahej fou ocupat pels britànics el 1873 davant l'amenaça dels otomans. Des de llavors va estar sota control britànic de facto però fins al 1887 no es va signar el primer tractat de protectorat, encara que els otomans no van renunciar a la sobirania. Els otomans van envair la regió el 1915 i van arribar fins a Lahej, i el sultà Alí fou afusellat per cooperar amb els britànics (4 de juliol de 1915); els anglesos van recuperar la ciutat dues setmanes després (21 de juliol de 1915), per tornar-la a perdre el 21 d'agost següent; no la van recuperar fins al 1918 quan la sobirania otomana es va declarar abolida, i el protectorat va entrar en vigor amb plena força.
El febrer del 1958 el sultà Ali III, sospitós de ser nacionalista àrab i voler unir-se a la República Àrab Unida, fou deposat i el 1959 es va formar la Federació d'Emirats Àrabs del Sud, precedent de la Federació d'Aràbia del Sud a la que es va adherir a l'octubre. El sultà fou nomenat ministre de defensa de la Federació, càrrec que va conservar fins a l'enfonsament del règim el 1967. El sultà va fugir a l'estranger.

## Sultans abdali de Lahej
- Fadl I ben Alí al-Sallami al-Abdali 1728-1742
- Abd al-Karim I ben Fadl al-Abdali 1742-1753
- Abd al-Hadi ben Abd al-Karim al-Abdali 1753-1777
- Fadl II ben Abd al-Karim al-Abdali 1777-1792
- Ahmed I ben Abd al-Karin al-Abdali 1792-1827
- Muhsin ben Fadl al-Abdali 1827-1839
- Muhsin ben Fadl al-Abdali 1839
- Ahmed II ben Mushin al-Abdali 1839
- Muhsin ben Fadl al-Abdali 1839-1846 (restablert)
- Sayyid Ismail ben al-Hasan al-Husayni 1846
- Muhsin ben Fadl al-Abdali 1846-1847 (tercera vegada)
- Ahmed II ben Mushin 1847-1849 (segona vegada)
- Alí I ben Muhsin al-Abdali 1849-1866
- Fadl III ben Alí al-Abdali 1866
- Fadl IV ben Muhsin al-Abdali 1866-1874
- Fadl III ben Alí al-Abdali 1874-1898 (segona vegada)
- Ahmad III ben al-Fadl al-Abdali 1898-1914
- Alí II ben Ahmad al-Abdali 1914-1915
- Abd al-Karim II ben Fadl al-Abdali 1915-1947
- Fadl V ben Abd al-Karim al-Abdali 1947-1952
- Alí III ben Abd al-Karim al-Abdali 1952-1958
- Fadl VI ben Alí al-Abdali 1958-1967

### Genealogia dels soldans de Lahej
- Fadl I ben Alí al-Sallami al-Abdali 1728-1742
  - Abd al-Karim I ben Fadl al-Abdali 1742-1753
    - Abd al-Hadi ben Abd al-Karim al-Abdali 1753-1777
    - Fadl II ben Abd al-Karim al-Abdali 1777-1792
      - Muhsin ben Fadl al-Abdali 1827-1839, 1839-1846, 1846-1847
        - Ahmed II ben Mushin al-Abdali 1839, 1847-1849
          - Alí ben Ahmed al-Abdali 1914-1915

        - Alí I ben Muhsin al-Abdali 1849-1866
          - Fadl III ben Alí al-Abdali 1866, 1874-1898
            - Ahmad III ben al-Fadl al-Abdali 1898-1914
            - Abd al-Karim II ben Fadl al-Abdali 1915-1947
              - Fadl V ben Abd al-Karim al-Abdali 1947-1952
              - Alí III ben Abd al-Karim al-Abdali 1952-1958
                - Fadl VI ben Alí al-Abdali 1958-1967

        - Fadl IV ben Muhsin al-Abdali 1866-1874

    - Ahmed I ben Abd al-Karin al-Abdali 1792-1827

## Banderes del soldanat de Lahej
La bandera del soldanat estava formada per un rectangle dividit verticalment en una part vermella al pal i blanca al vol. A la part vermella portava brodat en fil blanc o de plata dos espases o dagues creuades i en mig una llança. L'estendard reial era el mateix però més elaborat. L'exèrcit del sultà tenia una bandera vermella amb les dues espases creuades blanques al centre.
El cos militar de l'Aden Levies Protectorate, utilitzaven també l'emblema de les dues espases o dagues creuades similar al de Lahej.